# Jock Taylor (Diplomat)

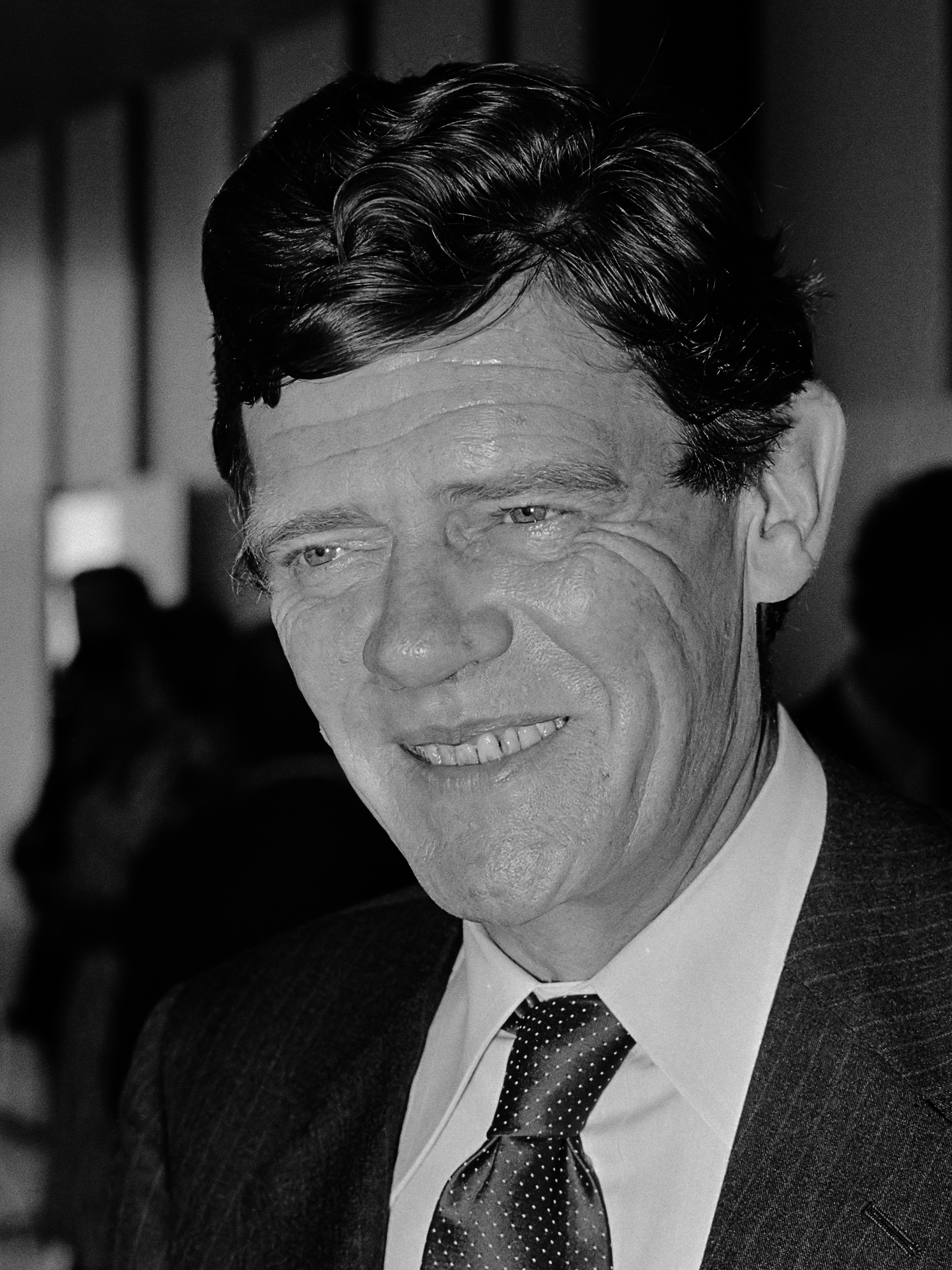
Jock Taylor (1979)

Sir John Lang „Jock“ Taylor, KCMG (* 3. August 1924 in Karlsbad; † 30. September 2002) war ein britischer Diplomat, der unter anderem zwischen 1981 und 1984 Botschafter in der Bundesrepublik Deutschland war.

## Leben

### Studium und Beginn der diplomatische Laufbahn
John Lang „Jock“ Taylor war der Sohn des Diplomaten John William Taylor, der unter anderem zwischen 1950 und 1954 Botschafter in Mexiko war. Er begann nach seiner schulische Ausbildung in Prag, Wien sowie am Imperial Service College ein Studium der Ingenieurwissenschaften am Baltimore Polytechnic Institute sowie an der Cornell University. Im Laufe des Zweiten Weltkrieges diente er zwischen 1944 und 1947 in der Freiwilligenreserver der Royal Air Force RAFVR. Nach seiner Rückkehr nach Großbritannien absolvierte er ein Geschichtsstudium am Trinity College der University of Cambridge und trat 1949 in den diplomatischen Dienst ein. In der Folgezeit fand er Verwendung an zahlreichen Auslandsvertretungen wie Saigon und Hanoi (1950 bis 1952), Beirut (1952 bis 1955), Prag (1955 bis 1957) und Montevideo (1960 bis 1964) sowie zwischenzeitlich im Außenministerium (Foreign Office).
1960 wechselte Jock Taylor erstmals an die Botschaft in der Bundesrepublik Deutschland und war dort zunächst zwischen 1960 und 1967 stellvertretender Kanzler sowie anschließend zwischen 1967 und 1969 Botschaftsrat für Handel. Daraufhin war er von 1969 bis 1972 Botschaftsrat für Handel an der Botschaft in Argentinien und wechselte im Anschluss ins Ministerium für Auswärtige und Commonwealth-Angelegenheiten (Foreign and Commonwealth Office), in dem er zuerst zwischen 1972 und 1973 Leiter des Referats Industrie, Wissenschaft und Energie und danach von 1973 bis 1974 Assistierender Unterstaatssekretär für Wissenschaft, Energie und Transport. Anschließend wechselte er ins Energieministerium (Department of Energy) und war dort zwischen 1974 und 1975 Assistierender Unterstaatssekretär. 1974 wurde er für seine Verdienste Commander des Order of St Michael and St George (CMG).

### Botschafter in Venezuela, den Niederlanden und der Bundesrepublik Deutschland
1975 übernahm Taylor seinen ersten Botschafterposten, als er Lees Mayall Botschafter in Venezuela ablöste. Er verblieb auf diesem Posten bis 1979 und wurde daraufhin von Reginald Secondé abgelöst. Er selbst wurde daraufhin im März 1979 als Nachfolger von Richard Sykes Botschafter in den Niederlanden und hatte diese Funktion bis 1981 inne, woraufhin Philip Mansfield seine dortige Nachfolge antrat. Kurz nach Beginn seiner Tätigkeit in den Niederlanden wurde er am 16. Juni 1979 zum Knight Commander des Order of St Michael and St George (KCMG) geschlagen und führte seither den Namenszusatz „Sir“.
Zuletzt wurde Jock Taylor 1981 Botschafter in der Bundesrepublik Deutschland und damit Nachfolger von Oliver Wright. Er hatte diesen Posten bis zu seinem Eintritt in den Ruhestand 1984 inne und wurde daraufhin von Julian Bullard abgelöst. Nach seinem Eintritt in den Ruhestand war er zwischen 1984 und 1992 Vorsitzender des Aufsichtsrates von Klöckner INA sowie von 1985 bis 1991 von Siemens UK. Aus seiner 1952 geschlossenen Ehe mit Molly Rushworth gingen drei Töchter und fünf Söhne hervor, darunter der Diplomat Duncan Taylor, der wie sein Großvater von 2013 bis 2018 Botschafter in Mexiko war.

## Schriften
- Mit Nuklearwaffen leben – der britische Standpunkt. Vortrag am 8. Dezember 1983 im Reimarus-Saal der Patriotischen Gesellschaft , Übersee-Club, Hamburg 1983.
- Europa und die neuen Technologien. Vortrag, 31. Januar 1984, Deutsche Weltwirtschaftliche Gesellschaft e.V., Vereinigung für Weltwirtschaftliche Forschung und Belehrung, Berlin 1984.